# Табаристан
Табаристан — історична область в Азії на південь від Каспійського моря. Територіально вона приблизно відповідає сучасним іранським останам Мазендаран, Голестан та північній частині Семнану.
За Ахеменідів цей край називався Гірканією. Табаристан був однією з областей держави Сасанідів, які найдовше чинили опір арабському завоюванню. Пізніше тут утвердилися шиїти, і в 9 ст. виникла практично самостійна зейдитська держава.  Аббас I Великий приєднав область до сефевідського Ірану.